# Библија
Свето писмо или Библија (кои. τὰ βιβλία) јесте назив збирке религијских текстова који се сматрају светим у јудаизму, самаритизму, хришћанству итд. У својој форми, Библија се сматра Антологијом, скупом списа различитог облика које везују веровање да су део божанског откривења људима. Ови списи укључују историјске списе, химне, молитве, пословице, поучна писма, параболе, есеје, поезију и пророчанства.
Списи који сачињавају Библију се традиционално зову "канон" Светог Писма. Канон означава да одређени спис традиција или група верника види као истинско заступање "Божије речи" или божије воље. Текстови који говоре о божијој вољи, а не спадају у одређени канон, традиционално називамо апокрифним текстовима. Током историје развијено је више врста Библијског канона, неки канони деле одређене списе док неки у свом садржају имају списе које се не налазе у другим канонима.
Библија, такође, има дубок утицај на књижевност и историју, нарочито у Европској култури. Прва књига која је икада одштампана била је Библија. Одштапана је на Гутенберговој машини, због тога и носи назив Гутенбергова Библија. Према чланку из марта 2007. године Time часописа, Библија "је обликовала књижевност, историју, забаву и културу више него иједна друга књига икада написана. Њен утицај на светску историју је без премца и нема назнаке да ће њен утицај ослабити."
Библија се сматра најпревођенијом и најпродаванијом књигом на свету. По подацима из септембра 2021. године комплетна Библија је преведена на 717 језика, док су неки делови Библије преведени на 3495 језика. По проценама неких светских организација, од 1815. до 2015. године продато је више од 5 милијарди примерака Библије, што је чини далеко најпродаванијом књигом.

## Етимологија
Реч Библија води порекло од Коине грчког: τὰ βιβλία (ta biblia) што у преводу значи "књиге". Једнина истоимене речи је βιβλίον (biblion) која изворно значи "свитак", а касније је реч постала синоним за реч "књига". Biblion је деминутив од речи βύβλος (byblos) што у преводу значи "Египатски папирус", ова реч је највероватније добила назив по феничанском граду Библосу одакле је египатски папирус био извожен у Грчку.
Израз ta biblia (бук. мале књиге од папируса) се изворно користио од стране Јевреја, са грчког говорног подручја, како би описали свете списе тј. Септуагинту. Док прва употреба у хришћанском друштву може да се прати до 226. г.н.е. Према речима библисте Бруса Фредерика први хришћански писац који је употребио овај израз да опише све свете списе био је Јован Златоусти у свом делу "Опрост Матеју" који је састављен између 386. и 388. г.н.е.
Још један израз који се користи је Свето писмо. До 2. века п. н. е. међу Јеврејима је установљен израз "списи"(писма) о којима се говорило да су "свети" на Хебрејском כִּתְבֵי הַקֹּדֶשׁ (Kitvei hakkodesh). Док и сама Библија у хришћанском Новом Завету користи грчку реч Γραφή (Graphḗ), која се преводи као "писмо", како би указала на хебрејски део библије. Из овог израза у раном хришћанству настали су изрази "Свето писмо" (η Αγία Γραφή, e Agía Graphḗ) и "Света Библија" (τὰ βιβλία τὰ ἅγια, tà biblía tà ágia). Латинска верзија овог израза у средњем веку је гласила biblia sacra или "Света књига". Данас су у употреби сви изрази, у неким културама су неки изрази учесталији од других.

## Настанак
Библија није једна књига већ збир више књига, чији сложен настанак није комплетно разумљив до дан-данас. По истраживањима историчара и библиста настанак Библије је трајао више од 1000 година. Писали су је и састављали многи људи, који су живели у различитим раздобљима, културама, социјалним и економским статусима. О настанку библијских текстова библиста Џон Ричес је рекао:
"Библијски текстови су настали током периода у којем су животни услови писца, политички, културно, економски и еколошки, веома били нестабилни. Ови текстови одражавају номадски начин живота, постоје списи људи које живе у утврђеној монархији и култури храма, списи из изгнанства, списи који су настали под жестоком опресијом окупације страног владара, текстови са дворова, текстови [...] харизматичних проповедника, [...]. [Писање Библије] је настало у временском периоду које је обухватало дела Хомера, Платона, Аристотела, Тукидида, Софокла, Цезара, Цицерона и Катона. То је време које обухвата успон и пад Асирског царства (12.–7. век [п.н.е]), Персијског царства (6.–4. век [п.н.е.]), Александрове кампање (336.–326. [п.н.е.]), успон Рима и његова доминација Медитерана[...], протезање Римске власти до делова Шкотске (84. н.е.)."
Сходно томе да Библија није имала једног писца, такође није писана на једном језику. Текстови који су познати као Хебрејска Библија и Стари Завет (хришћанство) већим делом су написани на хебрејском језику, док је мањи део написан на сродном Арамејском. Део светог писма који је познат као Нови Завет писан је на Грчком коине језику. Одлике преписа на овим језицима су блокови целокупног текста који су имали мало или нимало интерпункцијских знакова. Текст такође није садржао размак између речи.
Библијске књиге су у почетку биле преписиване ручно на свитке од папируса. Данас не постоји ниједан преживели оригинални текст, а најстарији преписи који су данас доступни су вековима млађи од оригинала. Постајали су индивидуални сакупљачи који су спајали више свитака у један, често они нису имали редослед који је нама препознатљив. У 3. веку п. н. е. почео је да се уводи нови начин очувања текстова, одређене странице су повезиване и коричене у кодексе. У наредним вековима библијске књиге су добијале нови облик које је лакши за употребу. Библија се преписивала у облику кодекса све до 15. века н.е. кад по први пут Јохан Гутенберг на својој машини штампа Библију.
Иако је свака књига традиционално приписана неком писцу данас немамо ни један поуздан археолошки доказ који би повезао текст библијских књига са традиционалним писцем.
Најстарији препис књига Библије су свици са Мртвог мора који су 1947. пронађени у Кумрану. Пронађено је 972 манускрипата у 12 пећина који су били у облику свитака или фрагмената свитака. У другој пећини један свитак је био подељен на 15 000 фрагмената. Консензус између научника за датирање ових свитака је период од 3. века п. н. е. до 1. века н.е. Поред свитака са Мртвог мора главни манускрипти за хебрејску Библију су Септуагинта, Масоретски текстови и Самарићански пентатеух. Данас постоје комплетни преписи Септуагинте, грчког превода Хебрејске Библије, из периода 3. до 5. века н.е. и фрагменти који се датирају до 2. века п. н. е. Масоретски текстови су стандардизова верзија Хебрејске Библије која први пут настаје у 1. веку н.е. и која је очувана од стране Масорета од 6. до 10. века н.е. Најстарији комплетан препис масоретског текста је Лењинградски кодекс који је датиран на 1008 или 1009 годину н.е. Самарићански пентатеух је верзија Торе коју су очували Самарићани од времена антике и коју су научни у 17. веку н.е. поново открили. Најстарији препис овог пентатеуха је датиран око 1100 године н.е.
Пронађени су такође око 3000 манускрипата хришћанског Новог Завета који датирају од 2. до 17. века н.е., а већина је из периода 2. до 9. века. Велики део манускрипата је пронађен у Египту и остатку Медитерана који су исписани разним стиловима писања и украшавања текста.

## Библијске референце
Већина данашњих превода библијских књига прати стандардизовану поделу на главе и стихове. Свака књига је подељена на више глава (поглавља), а свака глава је подељена на више стихова. У складу са овом поделом развијен систем лаког сналажења у Библији. Из ове поделе је такође настао кратак запис који упућује на одређени део текста. Овај запис састоји се из 3 дела: Скраћеница библијске књиге, број поглавља и број стиха. На пример, Рим 9,29, Скраћеница "Рим" указује да се ради о Посланици Римљанима, Број "9" указује на девету главу док број "29" указује на стих под бројем 29.
Изворни преписи библијских текстова не садрже никакву поделу, текст је из једног дела, без размака између речи са мало или нимало интерпункцијских знакова. Потреба за поделом Библије на мање целине била је јасна већ у првом веку н.е. Једини начин за хришћане из првог века да се упути на одређени део текста из Старог Завета било је да се напомене да се ради о Закону(Тора) или да је дело неког пророка. Овакав стил референце је користио и писац Посланице Римљанима речима "И као што прорече Исаија...".

#### Главе (поглавља)
У наредним вековима у разним културама дошло је разних подела текстова. Овом проблему се посветио Стефан Ленгтон, који је касније постао надбискуп кентерберијски. У првој половини 13. века н.е. као професор на Сорбони, Стефан се сусретао са ученицима из разних земаља који су са собом имали превод Библије на свом језику и поделу која је настала у њиховим земљама. Професори и ученици нису могли међусобно да деле референце зато што је свака подела била другачија. Овај проблем је подстакао Ленгтона да осмисли нову поделу Библије. Подела коју је он осмислио је привукла пажњу читаоца и преписивача и брзо се проширила по Европи. Ту поделу данас представљају главе библијских књига. Још једна запаженија подела на поглавља је настала средином 13. века и осмислио је кардинал Хуго од Санкт-Шера, међутим подела Ленгтона се задржала до данас и користи је већина модерних библија.

#### Стихови
Многи преписивачи су имали идеју о подели Библије на још мање целине. Јеврејски преписивачи (Масорети) су измислили бројне системе за лакше праћење текста у Танаху. У 15. веку по узору на њих италијански библиста Сантос Пагнино увео је поделу Новог Завета на стихове. У оквиру већ опште прихваћене поделе Лангтона. Међутим његова подела није заживела међу преписивачима и штампарима. Десет година након његове смрти 1551. године Француски штампар Роберт Естин у своју штампану верзију Новог Завета увео је нови систем стихова. Исти систем је применио и у целокупном преводу Светог Писма на Француском који је објавио 1553. године. Убрзо његов систем постаје широко прихваћен и део је модерних Библија. Још једну новину коју је увео Естин 1555. године у штампаној Вулгати била је интеграција текста и бројева стихова. Пре ове верзије вулгате сви бројеви су се писали на маргини.

## Хебрејска Библија
Хебрејска Библија или Танах (хебр. תַּנַ"ךְ) је назив за скуп текстова који по Јудаизму сачињавају комплетан канон Библије. Ова Библија се дели на три целине:
- Тора
- Неви'им (хебр. נְבִיאִים)
- Кетувим (хебр. כְּתוּבִים)

Свој назив Танах је добила по комбинацији првих слова ове три речи, "ТаНа[K]х" — Тора, Неви'им и Кетувим.

### Тора
Тора (תּוֹרָה) је прва од три целине Танаха. Током састављања Септуагинте због поделе Торе на пет књига добила је и назив "Пентатеух" (грч. πεντάτευχος, pentáteukhos) или на српском "Петокњижје". Традиционално ове књиге се приписују Мојсију као писцу тако да имају и назив "Пет Књига Мојсијевих". Хебрејски називи ових пет књига потичу од почетних речи ових текстова. Књиге које сачињавају Тору су:
- Постање, Берешит (בראשית)
- Излазак, Шемот (שמות)
- Левитска, Ваи'икра (ויקרא)
- Бројеви, Бамидбар (במדבר)
- Поновљени закони, Деварим (דברים)

Тора је у целости написана Старохебрејским језиком, сем једне речи "Јегар-Сахадут" у Постанку 31:47 која је Арамејског порекла. Овај израз је назив за место, који у буквалном преводу значи "гомила која служи као сведок (онај који је присутан)".
Тора садржи извештаје које, по својој хронологији, обухватају период од око 2500 година. Прва поглавља Постанка говоре о настанку света и односа раних људи са Богом. Надаље прати савез који је Бог склопио са Аврахамом, Исаком и Јаковом, праоцима Израелског народа. Посебну пажњу скреће на Јосифа, Јаковљевог сина, који је продат у ропство Египту након чега постаје високи службеник Египта. Услед глади Јаков и његова породица се селе у Египат код Јосифа. Након дугог низа година синови Израела (Јакова) су постали робови у Египту. Израелци су робови у Египту све док их Бог не ослободи и Мојсије поведе у "Обећану земљу". Прича након тога прати Мојсија који добија Закон од Бога и Израелце који под вођством Мојсија путују у "Обећану земљу". Део закона који је Мојсије примио јесу и Десет Божијих заповести. Тора се завршава Мојсијевом смрћу и Израелцима који су пред улазак у Ханан.
Тора пружа основ за Јеврејски религијски закон и сматра се највећим ауторитетом у Јудаизму.
Лингвистичка испитивања текста јасно указују да су ове пет књиге део једног текста. Тачан период када је овај текст подељен на 5 других је и даље непознат. Али са сигурношћу знамо да се од 3. века п. н. е. појављује као 5 одвојених текстова. Тора је у Свицима са Мртвог мора пронађена у фрагментима који припадају једном свитку.
И ако се традиционално приписује Мојсију, Тора (или оно што се данас сматра књигама Торе) је имала још најмање једног писца. Наиме текст на крају Поновљених закона описује Мојсијеву смрт у трећем лицу, што указује на додатног писца. За додатног писца се у главном узимају Исус Навин, Јездра или 70 Израелових старешина. Објашњење о завршетку Поновљених Закона које је и данас заступљено је образложио Адам Кларк у свом коментару из 1831 године. Наиме Тора и остали списи хебрејске Библије били су део заједничког свитка, а текст који традиционално и хронолошки долази након Торе је књига Исуса Навина. У периоду историје када су ове књиге добиле поделе које ми данас познајемо граница Торе је била Мојсијева смрт. Самим тим почетни део текста књиге Исуса Навина који говори о Мојсијевој смрти је припојен Тори.
Поред традиције неки историчари су предложили теорије о алтернативном настанку Торе. У 19. веку Немачки библиста Јулије Велхаус и његове колеге предложиле су да је Тора настала као компилација бројних религијских текстова (различитих писаца) у периоду од 9. до 5. века п. н. е. И данас је позната као "документарна хипотеза". Још једна заступљена теорија је "метода форме" коју су развили Херман Гункел и Мартин Нот у 19. веку. Ова теорија тврди да је Тора орално преношена генерацијски док није написана у 5. веку п. н. е. Герхард вон Рад је био главни поборник ове теорије у 20. веку.

### Неви'им
Неви'им (נְבִיאִים) је друга од три целине Танаха. Ову скупину текстова сачињавају осам пророчких књига. Неви'им садржи поделу на 2 подгрупе, Првобитне пророке (Неви'им Ришоним) и Кансије пророке (Неви'им Ахароним). Књиге које чине ове подгрупе су:

#### Првобитни пророци
- Исус Навин, Јехошуа (יהושע)
- Судије, Шофтим (שופטים)
- Самуило, Шемуел (שמואל)
- Царевима или Краљевима, Мелахим (מלכים)

#### Каснији пророци
- Исаија, Јеша'ајаху (ישעיהו)
- Јеремија, Јирмејаху (יִרְמְיָהוּ)
- Језекиљ, Јехезкел (יְחֶזְקֵאל)
- Дванаест пророка
  - Осија, Хошеа (הושע)
  - Јоило, Јоел (יואל)
  - Амос, Амос (עמוס)
  - Авдија, Овадја (עבדיה)
  - Јона, Јона (יונה)
  - Михеј, Миха (מיכה)
  - Наум, Нахум (נחום)
  - Авакум, Хавакук (חבקוק)
  - Софонија, Цефања (צפניה)
  - Агеј, Хагај (חגי)
  - Захарија, Зехарја (זכריה)
  - Малахија, Малахи (מלאכי)

Готово целокупан текст Неви'има је написан Старохебрејским језиком, сем једне реченице из Јеремије 10:11 која је написана на сродном Арамејским.
Неви'им се бави успоном уједињеног Израелског краљевства и његове поделе на два краљевства, северно краљевство Израела и јужно краљевство Јуде. Књига се фокусира на сукоб Израелаца са околним народима у Ханану и унутрашњи сукоб оних који верују у "Господа Бога"(хебр. יהוה — Јахве, Јехова) и оних који верују у стране богове. Књига посвећује велику пажњу осуди неморалног и неправедног понашања елите и владара, где пророци играју кључну улогу посланика Господа (Јехове) који кажњава и поучава Израелце. Због непослушности оба краљевства доживљавају трагичну судбину, северно краљевство Израела пада под власт Асирије, а јужно краљевство Јуде бива уништено након уништења Јерусалима од стране Вавилонске војске. Последњи пророци су послати Израелцима и Јудејцима у изгнанству. Под вођством пророка они се враћају у Јерусалим и обнављају град и храм. Поред ових мотива, свака пророчка књига такође посвећује пажњу пророчанствима о Месији, који тек треба да дође.
Пророчке књиге сматрају се као велики ауторитет у Јудаизму, али немају утицај као Тора.
Писци ових књига се традиционално приписују сваком пророку чије име носи одређена књига. Сем пар изузетака, поред самог Самуила по традицији књигу Самуилови су такође писали и пророци Гад и Натан. Самуило се такође узима за писца књиге о Судијама. Док се писање књиге о Царевима традиционално приписује пророку Јеремији. Књига Дванаест пророка се у Танаху узима као једна књига и традиционално се писање приписује дванаесторици пророка који су у хришћанству постали познати као "мали" пророци.
Алтернативне теорије за настанак ових књига су такође предложене. Скептици у традицију предлажу Теорију да су пророчке књиге настале као компилација разних историјских текстова који су склопљени како би објаснили уништење Храма и Јерусалима. По овој теорији сва пророчанства која говоре о уништењу Јерусалима су настала након самог уништења. Предложено датирање за састављање ове збирке текстова је 2. век п.н.е

### Кетувим
Кетувим (נְבִיאִים) је трећа и последња целина Танаха. Ову целину сачињавају поетски и историјски списи. У складу с тим у хришћанству су ове књиге постале познате и као Хагиографи (грч. ἅγιοςγραφία, лат. Vita, стсл. житьѥ). С обзиром да су Псалми прва и највећа књига понекад се Кетувим назива Псалмима. Кетувим, у главном, прати поделу на три дела Поетске књиге, Хамеш Меглиот (хебр. חמש מגילות - Пет Свитака) и Историјске књиге. Књиге које чине ове подгрупе су:

#### Поетске књиге
- Псалми (Псалми Давидови[62]), Техил`лим (תְהִלִּים)
- Пословице (Приче Соломунове[62]), Мишлеи (מִשְלֵי)
- Јов, Ијобх (אִיּוֹב)

#### Пет Свитака (Хамеш Меглиот)
- Песма над Песмама, Хаш`ширим (שִׁיר הַשִׁירִים)
- Рута, Рут (רוּת)
- Тужбалице (Плач Јеремијин[62]), Еикхах (איכה) или Кинот
- Проповедник, Кохелет (קהלת)
- Јестира, Естер (אֶסְתֵר)

#### Историјске књиге
- Данило, Дани`ел (דָּנִיֵּאל)
- Јездра, Езра (עזרא) - укључујући и Немију.
- Летописи (књиге Дневника[62]), Дивреи ха-Јамим (דברי הימים)

Већи део књига је писан Старохебрејским језиком, док је мањи део текста написан сродним Арамејским. Делови који су написани на Арамејском су Данило 2:4б–7:28 и Јездра 4:8–6:18; 7:12–26;
Кетувим не прати једну тему или форму, већ је скуп песама, филозофских расправа, историјских текстова, родослова и животних искустава многих личности који припадају различитим народима, културама и добима. Књиге Кетувима садрже причу о храбрости Персијске краљице (Јестира), обнови храма у Јерусалиму (Јездра), расправи о извору људских патњи (Јов), егзистенцијализму (Проповедник), љубавне поезије (Песма над Песмама), хвалоспеве (Псалми), тужбалице (Плач Јеремијин), итд.
Већина књига се традиционално приписује Соломону, Пословице, Пресма над Песмама, Проповедник и део Псалама. Међутим сама књига Пословица помиње два друга писца Агура и Лемуила. Неки су става да су то све имена исте особе, док неки сматрају да су Пословице имале више писаца. И ако књига псалама носи назив и Псалми Давидови несумњиво је да Псалми имају више од једног писца. Традиционално други писцу су такође Соломон, Мојсије, Корејеви синови, итд. Док књига Јова се традиционално сматра поетским Мојсијевим делом. Анализа Свитака са Мртвог мора и Масоретских текстова говори у прилог старости овог текста, наиме он садржи највећи број архаизама и садржи друкчији стил писања, што неке наводи на закључак да језик писања књиге о Јову није био хебрејски. Поред Соломона за писце Пет Свитака се узимају и Самуило (Рута), Јеремија (Тужбалице) и Мардохеј (Јестира). После двојице краљева, по традицији, писац највећег дела Кетувима је Јездра коме се приписују књига Јездре (без дела Немије који се приписује Немији) и књига Дневника. Док је Данило писац истоимене књиге.
Алтернативне теорије грађене на скептицизму у традицију су развијене о настанку Кетувима. Ове теорије стављају већи нагласак на страно порекло ових књига односно да изворно нису хебрејске. Повод за овакво размишљање су друкчији стил писања и место радње великог дела Кетувима није смештен у Израелу. Објашњење је да су ове приче сакупили током изгнанства, преписали или превели на Хебрејски. Датирање за настанак ових текстова је период од 3. до 1. века п. н. е.

### Канонизација Танаха
Традиционално сматра се да је Тора прва канонизована у Хебрејској библији. Од тренутка писања служила је као Закон међу Израелцима. Неформално списи пророка су такође сматрани надахнутим и дефакто каноном. Први облик званичног канона Јеврејска традиција ставља у 5. век п. н. е. које су саставили Јездра и Немија. Збирку светих списа који су сакупили садржао је све књиге данашњег Танаха.
Анализа текстова Септуагинте упућује да је канон који постоји у Танаху био присутан најкасније у 2. веку п. н. е. Скептици датирање стављају између 2. века п.н.е и 2. века н.е. Док је најпопуларније мишљење је о делимичној канонизацији. По тој хипотези Тора је канонизована око 400. године, а Неви`им око 200. године п. н. е. Док је Кетувим канонизован до сабора у Јамнији око 100 године н.е. Међитим ова хипотеза је све више критикована. Потврду да су то књиге које Јевреји сматрају светима је у првом веку н.е. дао и Јосиф Флавије у свом делу "Против Апиона". Осма тачка прве књиге набраја 22 свете књиге. Након уништења Храма и Јерусалима 70. године н.е. одржан је и званичан сабор рабина у Јамнији око 100 године н.е. који даје званичну листу од 24 књиге које чине целокупан канон Хебрејске библије и канон је данас у Јудаизму.
Јосиф Флавије је говорио о истим књигама које су касније канонизоване у Јамнији, међутим користио је другачију групацију књига од 22 књиге како би одговарале броју хебрејских слова у алфабету. У његовом набрајању књиге Рута и Судије се броје као једна књига, а исто важи и за књигу Јеремије и Тужбалица.

## Септуагинта
Септуагинта или LXX (римски број 70) је најстарији превод Танаха. Са изворног Хебрејског је преведен на Коине грчки језик за потребе Јевреја који нису говорили Хебрејски. Превод је започет у Египту, највероватније за време владавине Птоломеја II Филаделфa. Превод Торе је завршен средином 3. века п. н. е. док су преводи осталих књига Хебрејске Библије завршени у 2. веку. п. н. е., a најкасније до 132 године п. н. е.

### Настанак
У делу "Аристејево Писмо" (3. или 2. век п. н. е.) описује се прича о настанку Септуагинте. Деметрије главни библиотекар из Александрије подстакао је фараона Птоломеја II да великој ризници знања, каква је била Александријска библиотека, треба додати дело Хебрејског закона (Торе). Фараон на овај предлог одговара позитивно и шаље бројне дарове, заједно са захтевом за помоћ, првосвештенику Елеазару у Јерусалиму. За узврат првосвештеник шаље 6 човека из сваког племена Израела у Александрију како би превели Закон на Грчки језик. Седамдест двоје преводиоца завршавају задатак за 72 дана и уз поклоне се враћају кући.
Број 70 или 72 у Јеврејској култури има симболичан значај, уз податке да је велики број становника у Александрији био Јеврејског порекла доводи многе до закључка да је извештај о настанку Септуагинте легенда. Скептицизам о аутентичности извештаја сеже до 1684. године када монах Хамфри Ходи тврди да ово писмо није настало за живота Птоломеја Филаделфа.
Најпроминентнија теорија гласи, да је Септуагинта настала за потребе све веће Јеврејске заједнице у Александрији. Чланови Јеврејске дијаспоре нису били упознати са Хебрејским језиком што истиче јасну потребу за преводом. А да легенда о настанку Септуагинте говори у прилог приоритета власти да задржи јеврејско становништво у позитивном духу.

### Јудаистички поглед
И ако је настао као превод за потребе Јевреја унутар Јеврејског друштва. Септуагинта није нашла подршку у Рабинском Јудаизму који је настао након уништења Јерусалима 70. године. На познатом сабору у Јамнији крајем 1. века Септуагинта је одбачена као валидан Јеврејски духовни текст. Рабини су изложили више аргумента за ову одлуку. Као прво, тврдили су да постоје грешке у преводу. Као друго, текстови са којих се преводило на грчки нису били део Масоретске традиције, која је проглашена као званична на истом сабору. Као треће, рабини су хтели да направе јасну разлику између њихове и Хришћанске традиције која је брзо усвојила Септуагинту. Као четврто, рабини су тврдили божанско надахнуће за Хебрејски језик за разлику од Арамејског и Грчког који су били лингва франка Јевреја у том периоду.

### Хришћански поглед
Унутар раног хришћанства Септуагинта је била брзо прихваћена и распрострањена. Хебрејски на ком су писане књиге Танаха или за хришћане Старог Завета је био непознат широм Римског царства. С тим превод ових списа на Коине грчки, лингва франку Римског царства, је био неопходан за ширење хришћанства. Писци књига Новог Завета, који је такође написан на Коине грчки, су често користили Септуагинту и цитирали из ње када би указивали на Стари Завет. Такође цитирајући Исуса који је цитирао Стари Завет имплицирали су да су Исус и његови следбеници сматрали Септуагинту поузданом.

### Значај
Септуагинта је од епохалног значаја и утицаја на историју, религију и књижевност. Септуагинта је била кључ упознавања западне цивилизације са хебрејском књижевношћу, културом и језиком. До откривања свитака са Мртвог Мора средином 20. века Септуагинта, и ако на Грчком, је представљала најстарије кодексе и манускрипте Библије. Познавање Грчког језика је модерним изучаваоцима олакшало разумевање хебрејског текста и стим дала још већи увид овај древни језик. Открићем свитака са Мртвог мора вредност Септуагинте је још више скочила у односу на Масоретски текст. Септуагинта је такође била медијум за ширење хришћанства западном свету без ког Европа не би изгледала исто данас.

## Самарићански Пентатеух
Самарићанска Тора или Самарићански Пентатеух је назив за свети текст у Самаритизму, који чини целокупан канон Самарићанске Библије. Текст обухвата истоветни извештај првих пет књига Хебрејске Библије и написан је Самарићанским писмом. У Самарићанском друштву такође постоји и верзија књиге Исуса Навина међутим она се не узима за свети већ за историјски спис.
Овај текст је део Самарићанске културе, за које се у Европи и остатку света није знало све до 17. века. До овог текста је први дошао Пјетро Дела Вале, италијански композитор, који је 1616. путујући кроз Азију у Дамаску купио манускрипт са непознатим писмом. Овај текст је представљао први пример Самарићанског алфабета. Шеснаест година касније сликар и мајстор штампе Жан Морин је на основу овог текста 1632. године објавио Самрићански Пентатеух. Исти текст је касније штампан у Париском Полиглоту, 1645. Ова верзија кодекса се и даље чува у Националној библиотеци Француске.
Поређење Масоретског и Самарићанског текста Торе броји око шест хиљада разлика. Већина разлика су мале варијације у правопису или граматичкој конструкцији реченице. Међутим неке разлике су варијације у семантици (значењу речи). Добар пример је разлика у тексту која се тиче места на коме треба изградити Божији храм. Самарићански текст садржи заповест да се на гори Гаризим изгради олтар Богу.
Овај текст је поново био анализиран у складу са открићем свитака са Мртвог Мора. Неколико текстова Торе су препознати као "прасамарићански" тип текста. Што данас доводи већину научника на закључак да Самарићанска Тора држи исту аутентичну текстуалну традицију без обзира на промене које су увели Самарићани. Јасно је да оба текста имају исто порекло, само што се Самарићански текст развио у Самарићанског традицији.

## Хришћанска Библија
Идеја о хришћанској Библији као Новом завету проистекла је из ранохришћанских текстова који су у Христу видели посредника у новом савезу са Богом. Хришћанска Библија, односно Нови завет, садржи 27 списа. Ти списи се могу поделити на 4 врсте религијских текстова:
- четири јеванђеља,
- једна рана црквена повест,
- двадесет и једна посланица,
- једна апокалипса

Библија, или Свето писмо, код хришћана означава збирку светих списа који се деле на књиге Старог завета и Новог завета.
Православна црква уврстила је у Стари завет 39 књига. Према канону Римокатоличке цркве, Стари завет садржи 46 књига, јер обухвата, поред 39 протоканонских, и седам девтероканонских књига (протестанти их називају апокрифним):
- Јудита,
- Товија,
- Варух,
- Премудрости Соломонове,
- Премудрости Сирахове,
- 1. и 2. Макавејска.

Свети Атанасије Велики у 39. ускршњој посланици (Пидалион, стр. 768—770), дели старозаветне књиге у две групе: канонске, 22 књиге по јеврејским словима азбуке, али у стварности 39, и анагиноскомене, дакле корисне и добре за читање, њих десет.
Канонске старозаветне књиге су: Постање, Излазак, Левитска, Бројеви, Поновљени Закон, Исуса Навина, Судије, Рута, 1. и 2. Књига Самуилова, 1. и 2. Књига о царевима, 1. и 2. Књига Дневника, Јездра, Јестира, Јов, Псалми, Приче Соломонове, Проповедник, Песма над песмама, Исаија, Јеремија, Језекиљ, Данило, Плач Јеремијин, Осија, Јоил, Амос, Авдије, Јона, Михеј, Наум, Авакум, Софоније, Агеј, Захарија и Малахија.
Књиге „анагиноскомене“ - добре за читање (назване у XVI веку на Западу девтероканонским, зато што је њихово уношење у канон Западне цркве, поред „протоканонских књига“, било стављено на дискусију), укључене су у библијски канон од најстаријих времена (канон Светог Атанасија Великог), и то су следеће; Јудита, Товија, 3. Јездрина (Јездра у Септуагинти), Варух, Посланица Јеремијина, Премудрости Соломонове, Премудрости Сирахове, 1, 2, и 3. Макавејска.
У првим вековима кружиле су многе књиге - било апокрифне, било аутентичне, веома цењене од хришћана - које Црква на крају није унела у новозаветни канон. Откривење Јованово је прихваћено у канон са извесним избегавањем. Осамдесет пети Апостолски канон не помиње Откривење, али заузврат препоручује две Посланице Коринћанима од Климента Римског и Учење Дванаесторице Апостола (одбачено на Шестом васељенском сабору, канон 2, на основу тога што су га користили неки јеретици); то исто чини и Лаодикијски сабор (60. канон) и Свети Кирило Јерусалимски. Прихвата га Свети Атанасије Велики, који спомиње и Јермин Пастир (као и Свети Максим Исповедник), а такође и Картагински сабор (канон 30), који у исто време препоручује Житија Светих (канон 54) и, на крају, Дионисије Ареопагит. Под утицајем катихетских школа у Сирији и Палестини, Откривење се није употребљавало у литургијској пракси, мада га је ипак на крају александријска школа ставила у канон.
Римокатоличка црква је тек 1546. године, на противреформаторском сабору у Тренту, укључила у канон свих 27 књига Новог завета. Том приликом је Јеронимов латински превод Библије, познатији као Вулгата прихваћен као званична, пуноправна верзија католичког Светог писма.
Библија је (нарочито) почела да се шири светом у 16. веку, и данас је, у целини или делимично, преведена на преко хиљаду пет стотина језика. Библија је изазвала дивљење, мање или веће, релативно признање или прихватање припадника других верских традиција, али уопште узев, она је као и други свети списи света по свом сопственом традиционалном карактеру једино за припаднике одговарајуће вере.

## Преводи Библије код Јужних Словена
Тзв. „Изборно јеванђеље“ и Апостол превели су са грчког на црквенословенски браћа Ћирило и Методије, у 9. веку, пред полазак у Моравску на проповедање хришћанства, a друге делове Новог завета и Стари завет биће да су превели они и њихови ученици. Књиге Старог завета превео је на српски језик Ђуро Даничић (1865), a Новог завета Вук Караџић (1847). Вук је свој превод ревидирао 1857, a у Даничићевој редакцији изашао је 1864, 1867, 1868, 1870, 1871. И пре Вука било је превода Новог завета, као Атанасија Стојковића (1830. и 1834). У новије време треба споменути превод целог Светог писма Луја Бакотића 1933. (штампан латиницом), a Новог завета др. Димитрија Стефановића (1934), др. Емилијана Чарнића (1973), док је Синодална комисија објавила превод Новог завета, који је Свети архијерејски синод издао у сарадњи са Библијским друштвом као званични превод 1984. године. Исправљени превод штампан је 1990. године. Библијско друштво је објавило Четворојеванђеље у „динамичном“ преводу Александра Бирвиша 1986. г. a II издање 1987. године. У богослужбеној употреби Српске цркве је Јеванђелистар, у издању Браничевске епархије (1975. и 1977). Године 2006. објављено је излажење савременог превода Нови Свет на српском језику који су превели и издали Јеховини сведоци. Овај превод је од свог првог издања на енглеском језику добио многе позитивне критике.
Код Хрвата, поред првог сачуваног превода целе Библије Бартола Кашића (1622—37) који је остао у рукопису, и превода Матије Петра Катанчића (1831), целу Библију су превели И. М. Шкарић (Беч 1858−61), И. Е. Шарић (Сарајево 1941−42). Нови завет су превели Ј. Штадлер (Сарајево 1895−1904), др. Ф. Загода (1925), Љ. Рупчић (Сарајево 1961), Б. Дуда (Загреб 1962). Врхунски подвиг је издање издавачке куће „Стварност“ 1968. године који је и са језичке тачке беспрекоран, а у његовој изради суделовали су најпознатији хрватски библичари, писци и лингвисти, као што су Јуре Каштелан, Бонавентура Дуда, Јерко Фућак и Томислав Ладан. Ту су затим преводи Новог завета Б. Дуда - Ј. Фућак (Загреб 1973), Грацијан Распудић (Мостар 1987).
Први словеначки превод Новог завета дао је Примож Трубар (1557—1582). Такође је протестантски теолог Јуриј Далматин штампао целу Библију у Витенбергу 1584. Овим преводом је поправио језик првих словеначких писаца и поставио узор књижевног превода. Његов превод Библије је најзначајнији књижевни догађај пре појаве Прешернових дела. Ј. Јапељ и Б. Кумердеј издају Нови завет (1784—86). Целу Библију штампа A. Волф (Љубљана 1885−59). Нови завет превели су и Ј. Зиданшек (1918), фр. Јере, Гр. Печјак и A. Сној (1926—29). Цело Свето писмо издали су М. Славич и Фр. Јере (1960—66), a Нови завет Фр. Јере, Гр. Печјак и A. Сној (1961). Франце Розман превео је четири јеванђеља (Љубљана, 1979). Нови завет − јубиларни превод поводом 400-годишњице Далматинове Библије (1984) (увод и примедбе преузете са француског екуменског издања) издао је Надбискупски ординаријат у Љубљани у сарадњи са Библијским друштвом, као и екуменско издање целе Библије (1975). Стеван Кузмич дао је Нови завет, a Шандор Терплан Псалме 1528. г. (јубиларно издање 1928. г.) на прекомурском дијалекту.
Македонци су добили Нови завет 1967. a цело Свето писмо (са девтероканонским књигама) 1990. године, a такође у издању Библијског друштва. Стручна анализа овог превода још није урађена да би се установило у коликој мери се овај превод ослања на српски превод Светог писма.
У скорије време начињено је још превода на језике словенских народа, укључујући и српски, хрватски, словеначки и македонски. Нпр. на српском и хрватском језику већ неколико деценија је доступан превод др Лује Бакотића. Ово је превод који је много разумљивији за савременог читаоца јер се служи савременим речником. Осим тога, садржи корисне референце за проучавање и упоређивање библијског текста.